# Богомильство
Богомильство — назва антиклерикального руху X—XV століть, що виник на Балканах (Болгарія) і вплинув на французьких катарів (альбігойців). Богомили (також: богумили) були численними і впливовими в Болгарському царстві. Проповідник X століття Богомил став головним поширювачем в Болгарії дуалістичного (добро і зло існують із вічності) вчення гностичного походження. Перші свідчення про богомилів відомі із книги «Бесіда проти богомилів» Козьми Пресвітера (X століття).
До того ж у нас немає жодного стародавнього віровчительного твору Б. Маємо два древніх полемічних твори проти Б., за якими ми знайомимося з віровченням їх. Перше належить Кузьмі, болгарському пресвітерові X ст., сучасникові особливо сильного поширення Б. в Болгарії за болгарського царя Петра. Друге належить грецькому письменникові Євфимію Зігабену або Зігадену, сучаснику імп. Олексія Комнена і відкриттю богомильської секти в Константинополі.
У Середні віки богомильство поширилося Європою і перетворилося в загальноєвропейський християнський рух, що отримав інші назви:
- у слов'янських і грецьких творах: маніхеї, месаліани, євхіти, «вірмени» (вчення вірмен) і павликіани, а також «фунданти» (фундагіагіти), «бабуни» (за назвою гірського хребта Бабуна та однойменною річкою), у Боснії — патарени;
- на Заході: в Італії — манихеї, публікани (павликіяни), патарени; в Німеччині — катари; в Південній Франції — альбігойці (або «текстаранти»; від tissarands[fr], ткачі).

## Назва
Назва «богумили» походить від слов'янських слів Бог та милий і буквально означає «милі Богу». Існує слов'янське ім'я Богомил (Богумил), що може бути калькою з грец. Θεόφιλος («Феофіл, Теофіл»). Зараз важко з'ясувати, чи отримала секта назву від імені здогадного її засновника, священника Богомила, чи він взяв собі це ім'я за назвою самої секти. Інша версія пояснює слово «богомили» як «богомільні», тлумачачи його як кальку «месаліани» (евхіти) — назви малоазійської секти в IV—VI століттях, з якою ототожнювалися богомили в грецьких і слов'янських джерелах XII—XIV ст.
Інша назва «бабуни» пов'язується з прасл. *babonъ, *babunъ, *babona («забобон»); похідні географічні назви включають річку Бабуна, гору Бабуна (а також водоспад Богомила і село Богомила), всі вони розташовані в області Азот, у сучасній Північній Македонії, яка, здогадно, була центром руху.

## Вчення богомилів
Вважаючи себе правомірними християнами — джерело їхнього вчення походить від Євангелія  (про це засвідчує Козьма Пресвітер).
Богомили знали текст Нового заповіту на пам'ять і ходили з Євангелієм у руках, що їм допомагало проповідувати і захищати свої релігійні погляди (про це повідомляє Євфимій Акмонійський).
Істинними книгами вважали вони чотири Євангелія (від Матвія, Марка, Луки, Івана), послання апостола Павла, Діяння апостола Павла і Апокаліпсис. Пізніше були включені 16 книг пророків і Псалтир. Ставлення до всього іншого Святого Письма і до Старого Заповіту було негативним. Богомили пояснювали це тим, що ці книги створені злим творцем Сатаною, спонукані Сатаною і написані Сатаною, передрікали явлення Христа не за бажанням, а з примусу.
З молитов визнавали лише «Отче наш».
Серед Нового Заповіту найбільшою повагою користувалася Євангелія від Івана, що містить тенденції, заперечення матеріального початку.
У своїх проповідях користувалися текстами і цитатами Нового заповіту.
Тлумачили текст алегорично в потрібному дусі: «Не личить працювати і робити земні справи закріплюючи, адже сказав Господь не турбуватися про те, що їсти, або що одягати» або «Хто  бажає йти слідом за мною, хай відмовиться від себе, і візьме свій хрест і йде слідом за мною». Послідовники учення роздягалися голими і ходили за вчителем-богомилом. Часто слова перероблювали і вносили до них зміни. Наприклад у першій главі Євангелія від Івана, де йдеться про божественне світло «яке освічує кожну людину», замінили на «кожного, словом хорошого», пояснюючи, що це світло відноситься не до всіх, а тільки для хороших. У молитві «Отче наш» замість «хліб наш насущний» вживали «хліб надсущий або найвищий» чим хотіли підкреслити свої погляди. 

### Ставлення до православної церкви і її обрядів
Виходячи зі своїх дуалістичних поглядів, богомили були переконані в тому, що все, що витікає не від віри, — є гріх. Вони відкидали зовнішні матеріальні прояви релігії, оскільки, на їхню думку, у них був втілений дух Сатани. Виказували неповагу до храмів, пояснюючи це тим, що там живуть демони, бо старозавітна юдейська церква благословляла кровопролиття. Проповідуючи істинну внутрішню церкву, наголошували на тому, що молитися можна там, де опинишся.
Заперечували хрещення водою, оскільки хрещення від Івана Хрестителя «походить від Сатани»; пояснювалося це тим, що хрещення водою здійснювалося за допомогою низки молитов, які богомили не визнавали. Вони вважали, що істинне хрещення здійснюється Духом Святим. Але, як наводить Стелицький, до хрещення допускали дорослих. Стверджували, що причастя твориться не з Божого веління, бо це — не тіло Христове, а звичайна їжа. Літургію, за якою проводилося причастя, вони відкидали, бо «Христос, — говорили вони, — не правив літургії, і ми не будемо». Хліб і вино, яке Христос дав своїм учням, повинні були символізувати чотири Євангелія і діяння апостолів, а не речову їжу. 
Розповіді про чудеса, здійснені Христом, богомили називали алегоріями. Про святі мощі вони говорили «Не з божої волі творяться дива, їх творить диявол, обдурюючи людей». Щодо хреста виражалися негативно, адже євреї розіпнули на ньому сина Божого, тому хрест ненависний Богу. «А якщо розп'яли навіть царського сина, чи мав би хрест з дерева бути милим царю?», — запитували вони. Дерев'яні хрести рубали і робили з нього знаряддя праці. Також заперечували поклоніння іконам, ґрунтуючись на словах апостола Павла: «Не створи собі кумира», вважали це ідолопоклонством.
Заперечуючи церковні ритуали, богомили не визнавали церковної організації та ієрархії. Вони вважали, що це не відповідає принципам раннього християнства і зразку апостольських громад. Найбільш ненавиділи вище духовенство (патріархів, архієпископів, єпископів), називаючи їх «сліпими фарисеями», стверджували, що їх привілеї не сумісні з обов'язками служителів Бога. Саме ця концепція мала широку підтримку суспільства і підривала авторитет церкви.
Правовірні богомили вчили вірувати в святу Трійцю і у божественну місію Христа, дотримуватись Євангельських заповідей, молитися, постити, бути бідними, викривати зло, говорити правду і любити один одного. «Знай, — казав глава богомильського братства, — Христос заповідав людині не здійснювати ані перелюбства, ані людиновбивства, не прибігати до клятв, не брати чужого, не красти, не робити іншого того, чого сам собі не побажаєш, прощати, любити своїх ворогів, молитися за своїх ворогів, якщо вдарять в одну щоку підставити другу, якщо віднімуть одяг то віддати плащ». Згідно з цими запозиченими писаннями без пізніших додавань, богомили виступали проти війн, вбивств людей і кровопролиття.
Також було заборонено вбивати й інших звірів, окрім змії. Бунтарі проповідували змови повстання проти церкви і церковної влади. Виступали проти багатства, земних благ, ненавиділи царя — «багатство, походить від Мамона». Послідовники цього вчення керувались словами Ісуса зверненими до юнака, що бажав стати учнем: «Якщо хочеш ввійти у вічне життя, піди продай маєток і роздай жебракам, і матимеш скарб на небесах» (Матвій гл. 19).
Євфимій Зигібан вказує, що богомили вимагали від своїх прибічників і слухачів не мати власності. Були переконані, що чим бідніша людина тим легше вона досягне «досконалості». Бідність була не лише передумовою морального вдосконалення, вона також була необхідною умовою для тих, хто хотів присвятити себе духовній організації і діяльності в богомильстві.
На відмінну від ортодоксального християнського вчення, де жінка нижча за статусом від чоловіка, приречена на мовчання і покору, богомили проповідували рівноправ'я, пояснюючи це тим, що, хоча тіло  Адама і Єви було створено від Сатани, Бог все ж оживив їх і втілив у них душу, і тому Єва отримала як і Адам від Бога всі духовні якості. Також богомили  відкидали створення жінки з ребра Адама. Відкидали від Єви вину гріхопадіння, а отже — вину за всі біди, які творилися в середньовічному світі. Жінки, як і чоловіки, мало право вступати до богомильства та проповідувати, про що засвідчує К. Пресвітер. Анна Комніна у своїй праці «Алексианіди» згадує, що жінки  брали участь у громаді Василя Лікаря. Жінки мали право брати участь в обряді посвячення в «досконалі», про, що згадує Зигабен.
Ставлення до шлюбу було негативним, богомили засуджували шлюб як прояв фізичного і плотського інстинкту. Вони стверджували, що одружуючись, люди наслідують заповідь, дану дияволом і називають їх Мамоновими слугами. Проповідували, що зачаття дитини в утробі відбувається за допомогою Сатани, і Сатана перебуває у ній до самого народження немовляти, і можна відігнати Сатану лише молитвою. Також вважали, що ніхто не зможе врятувати душу, якщо не розірве шлюбу і не стане жити чисто духовним життям, вільним від плотських спокус. Крім того, шлюб йшов у розріз з основним уявленням богомилів про рівність обох статей, адже подружжя втілювало ортодоксальне вчення, де жінка створена для чоловіка і лише доповнювала його. У богомильстві міг існввати лише духовний шлюб, що укладається між християнином і вірою. Для доведення точки зору послідовники посилалися на слова апостола Павла: «Хочу, щоб ви усі були подібні до мене».
Вороже ставлення до шлюбу не могло знайти підтримку в широких. Не так легко було переконати людей у тому, що шлюб є гріхом, що в нім проявляється влада злого творця. Тому вірянам  дозволялося одружуватися, розірвання шлюбу дозволялось тільки тоді, коли богоміл забажав стати «досконалим», а отже залишити дружину і будинок. Своїми переконаннями богомили домоглися того, що шлюб стало не обов'язково укладати в церкві. Доказ знаходимо в синодних актів Охридського архієпископства, що відносяться до першої половини XIII століття. В цих документах повідомляється про шлюби, укладені без благословенням церкви, про випадки незаконного співмешкання, неправильне здійснення розлучень.

## Рух богомилів на Балканах
Крім Болгарського царства Х столітті богомили поширилися по всьому Балканському півострові включаючи Македонію, Сербію, Боснію (в Болгарії є 2 населених пункти із відповідною назвою — Богомил і Богомилці, у Македонії — Богомила).
На Македонських землях єресь посіла особливе місце, оскільки на думку Ю. Бромлея, В. Карасєва, С. Нікітіна, саме богомильство бере початок від Македонії, бо на початку Х ст. піп Богомил і його послідовники проповідували в Македонії. Македонські землі до 969 року перебували у складі Першого Болгарського царства, що дає підстави стверджувати, що вчення могло поширитися і в Болгарію. Це поширення залишило слід в топоміміці: гора Бабупа в центральній Македонії, річка Бабупа, яка бере початок від вище згаданої гори, Богомильське поле і та далі, що засвідчує перебування богомилів. Якщо порівняти з Богомилами Болгарії, то вони ні чим не відрізнялися своїм вченням. Детально про розвиток і гоніння богомилів в Македонії мало відомо, як стверджує Ю. Бромвей єретичний рух (пік могутності у Х ст.) тривав рух два століття.
На теренах Сербії богомили з'явилися між 931—934 роками. Саме в цей час Князівство Сербія перебуває в залежності від Болгарського царства. Про це дізнаємося у житіях з св. Йована про богомильських єретиків, які розширюють свій вплив на Західних Балканах Далмації, Іллірії і Сербію. Поширення богогомильства пов'язане із переслідуванням Візантії, особливо в завойованих болгарських землях. Щодо назви богомили в Сербії отримали бабуни. Найбільш  пік могутність єресі у другої половині ХІІ ст., що безсумнівно пов'язане із широким розповсюдженням богомильської пропаганди в Болгарських землях і Малої Азії за часів Мануїла І Комніна. Сербський жупан Стефан Неманя (1168—1199 рр.) скликав в 1180 році антибогомильський собор — згідно з яким єретиків піддали анафемі. З цього часу починається гоніння єретиків. Поселення були спустошені, знайдені книги були знищені, захоплювали майно, а головному богомилу було відрізано язик і кинуто у в'язницю. Було покарано й інших послідовників. Переслідування Стефана Неманя не увінчалася успіхом. Його син Сава в 1221 видав некролог, в розробці якого використав болгарські джерела. Він піддав анафемі всіх єретиків, чітко називаючи засновником Попа Богомила.
Антибогомильська політика змусила богомилів шукати притулку в Боснії. 
Проникнення богомилів в Боснії призвело до найяскравіших явищ в історії Середньовічної Європи — домінуючого становища єресі в Боснійські державі. Слід відзначити, що був помітний вплив як католицизму так і православ'я. Так Походження Боснійської єресі оповито морокою, що призводить до різних гіпотез. Історичні джерела згадують про те, що єресь прямим продовженням болгарських богомилів. Як і болгарських побратимів боснійські єретики називали «справжніми християнами». Разом з богомилами вони часто згадуються як «Патерени». Появу боснійської єресі в ХІІ столітті можна пов'язати з переслідуванням богомилів, як на болгарських землях, так і території Візантії, а потім і в Сербії. Патеренів почали переслідувати із 1184 року Веренозьким указом. Приблизно у 1199 році Вукан із Зети звинуватив Куліна перед папою як єретика, і папа намовив Угорщину, правління якої поширювалося на Північні Балкани, вдався до репресивних заходів у Боснії. Кулін поспішно підкорився папі. Він офіційно зрікся єресі перед легатом Іоанном де Касамарисом. У квітні 1203 року відбулося засудження єресі, яка мала формальний характер. Найбільш помітними богомильство було в межах у провінції Хум, в якій папський легат 1180 року відзначив повсюдне визначення єресі. Також було охоплено патеренами в містах Спліт Трогір; вони знайшли притулок в Боснії, коли далматинське узбережжя стало небезпечним в результаті гоніння, які проводилися Бернаром зі Спліта, Степана Неманя. Проте важко відзначити успіх. Ці переслідування сприяли подальші поширення єресі в Боснії. Оскільки у разі небезпеки патерени прикидалися православними або католиками. Вплив патеренів був такий потужний, що навіть під їхнім впливом відбувся переворот Нінославом в результаті було скинуто Куліна Стефана.

## Поширення богомильства на території України
Із Болгарії, за часів походів Святослава та поширення вчення серед руського війська, богомильство поширилось в Україні. Головним ініціатором і поширювачем уважають на підставі свідчення болгарського полеміста пресвітера Козьми (з другої половини X ст.) «попа Богомила, що жив у першій половині X ст.». Але, як зазначає професор Михайло Грушевський, всі відомості про нього настільки непевні, що саме існування цього проповідника богомильства тепер не всі дослідники допускають.
Наскільки великий вплив мало свого часу богомильство на розвиток релігійного світогляду українського народу, видно з таких слів, значно перебільшених, професора Михайла Драгоманова: «Коли взяти пам'ятки „народньої мудрости“, такі як легенди, пісні, прислів'я українські, та по них характеризувати народну релігію, то побачимо, що в ній, над ґрунтом натуралістично-політеїстичним лежить найбільше кора релігії їх маніхейсько-богомильської, як і в болгар, сербів і в великоросів, так що, коли б треба було застосувати до якоїсь із історичних релігій наш народ, то я б застосував його скоріше всього до богомильства і наперед хвалюся, що переможу кожного свого противника в науковому спорі про цю справу» («Чудацькі Думки», Київ, 1913, ст. 145).
Хоча в цих словах маємо значне перебільшення, все ж не можна не відзначити великого впливу богомильства на творення в Україні особливо так званих космологічних легенд. Мабуть, і казки про Правду й Кривду, дуже в нас поширені, належать до тих, що витворилися під богомильським дуалістичним поглядом на світ. Проте, вже академік А. Веселовський правдиво завважив, що богомильство, як пізня єресь, вбирало в себе й давніші вірування та вироблені вже міти, і те, що декому може вважатися богомильством, в дійсності могло існувати й до богомильства. («Розисканія» XI, ст. 33—34).
Проф. М. Грушевський теж указував, що орієнтуватися в процесі поширення богомильських концепцій в нашому народі досить тяжко тому, що історія дуалістичних сект на сході Європи досі мало відома. Лист патріарха Феофілакта до болгарського царя Петра, (927–968) вказує, що в тих часах ця «новоявлена єресь» була в Болгарії вже досить поширена. Основником її патріарх зве проте не попа Богумила, а якогось «єгиптянина Скитіяна», а Манеха, іменем якого зветься тепер маніхейська дуалістична доктрина, кладе третім в ряді. Після ж Манеха йдуть Павло і Іван, що, від них пішли маніхейці-павликіяни.
Їхні догмати патріарх збирає в таких пунктах: Існують дві основи — добро і зло, творець світла і творець ночі, творець людини і творець янголів та інших сотворінь. Дух зла — Сатанаїл — творець і пан матерії, всього видимого світла і нашого тіла; подружжя, продовження й розмноження людського роду — це діло Сатанаїлове; Мойсеїв закон і пророки теж були від нього; Христос не був дійсною людиною, і Його смерть і воскресіння були тільки примарою.
Козьма й інші полемісти закидували богомилам, що вони не шанують Богородиці і говорять про неї ганебні речі, відкидають Христові чудеса і не вважають причастя Божою установою; не поважають хреста, вважають його дияволовою вигадкою; не шанують ікон, прирівнюючи їх до ідолів; глузують із святих мощей, кажучи, що при них сидять біси та роблять чуда на збаламучення простаків. «Учать не слухати панів, гудять бояр, мерзенними Богові вважають тих, що служать цареві, і рабам забороняють працювати на свого пана», та й взагалі гребують роботою…
Ці релігійні й соціальні погляди не дійшли до нас у викладі самих богомилів, — не маємо взагалі нічого, що можна було б уважати за твори богомильських провідників. Доводиться, як писав М. Грушевський, дошукуватися богомильських тенденцій в легендарній літературі та в усній словесності тільки помацки за вказівками полемістів та такими далекими відгомонами доктрини, як «Книга Іоана Богослова», що зветься також «Секретом єретиків».
Текст її переховався в латинському перекладі в формі відповідей Христа на запити Іоана: розповідається історію Сатанаїла, сотворення світу, гріхопадіння і запанування Сатанаїла над людьми, далі визволення їх Христом і, нарешті, даються провіщання про кінець світу. Є кілька й слов'янських текстів, які стоять у внутрішньому спорідненні з цією сектантською біблією.
У західньо-українському фольклорі, який взагалі повніше й ясніше заховує дуалістичні легенди, маємо такі варіанти дуалістичної повісти, де сотворення світу попереджається історією Сатанаїла, а продовжується оповіданням про прихід Христа і визволення ним людського роду.
Поза тим маємо й численні фрагменти цієї повісти в формі більш-менш заокруглених оповідань, часом забарвлених дуже різко дуалізмом, часом більш християнізованих і не раз у подробицях своїх багатших і цікавіших за згадані вище суцільніші нариси. Вони їх доповнюють і разом із ними творять багатий і цікавий космогонічний цикл, що має неабияке значення для реконструкції дуалістичної богомильської доктрини в тих формах, в яких вона колись поширювалась на наших землях. (М. Грушевський «І ст. у. літ.» IV, ст, 384—425).

## Дискусійні питання богомильської історії
Основними матеріалами свідчення руху богомилів залишається писемні пам'ятки — їхні требники і біблійні тексти. Тексти Богомилів дійшли до наших днів, головним чином датуються роками занепаду єресі XIV — XV століття. Вважається, що різноманітними списки варіантів Нового Заповіту  «Четвероєвангеліє» і «Апостол» — належать богомилам, хоча це часто дуже важко підтвердити. Праця ХІІІ ст. «Меса катарів» є однозначною дуалістичною, і дуже можливо, підходить утраченого болгарського оригіналу. Окрім цього, існують численні апокрифи, які згідно із загальними звичаями сект і єресей, призначені замінити особу православних канонів. Деякі з них були вже добре відомими роботами за Матеріалами Старого Завіту. Наприклад «книга Єноха» або нове Євангеліє Никодима «Євангеліє св. Фоми», що відоме під назвою «Дитинство Ісуса». Іншими є оригінальними творами богомилів, що відверто пропагують дуалістичну доктрину. Серед них можна назвати «Intenogano sancti Iohnnis», дата написання якого і мова оригіналу залишається невизначеним, а також окремо відомі латинські версії «Видіння Ісаї», «Історія Адами і Єви», а також «Розумник», які відомі під багатьма різними назвами. Вони були приховані серцевинної єресі, схованої далі якомога від денного світла. Від єресі залишилися небагато матеріальних пам'яток. За своєю природою вона дотримувалася іконоборства і не заохочувала будівництва пишних релігійних споруд. Слід зазначити пам'ятки в Арильє, на південь від Тітово — Ужице в бік Боснії, Стефан Драгутин сербський король (1276—1282 рр.) в 1295 році збудував єпископську церкву св. Ахілла. Збережена фреска тих часів зображає Драгутина і Милютина (великого церковного будівництва) на гроні обабіч їхнього діда Стефана Першовінчаного. Під ними відбувається диспут між православними єпископами і «священниками» богомилами. Вони стоять ліворуч від Стефана — збоку козлів. Друга пам'ятка — це надгробні пам'ятники, які збереглися в Герцеговині (щодо них точаться дискусії, оскільки на них не має богомильських символів, за допомогою яких можна було б визначити, що це пам'ятки цих єретиків, як стверджує Власто) — переважна їхня більшість належить до пізнього періоду XIV — XIV століття, а спорудженні місцевими племенами влахів(волохів), гірськими пастухами, які розмовляли діалектом, спорідненим з румунською мовою. Тоді вони складали значний прошарок населення і надавали гужовий транспорт для перевезення товарів, від далматинських портів, Рагузи, до внутрішніх районів країни. Віросповідання влахів(волохів) встановити неможливо.

## Список використаних джерел і літератури
- Богомильство [Архівовано 11 березня 2021 у Wayback Machine.] // Українська мала енциклопедія : 16 кн. : у 8 т. / проф. Є. Онацький. — Накладом Адміністратури УАПЦ в Аргентині. — Буенос-Айрес, 1957. — Т. 1, кн. I : Літери А — Б. — С. 101. — 1000 екз.
- https://web.archive.org/web/20110924063815/http://e-literatur.blogspot.com/2010/01/blog-post_5695.html (Пламен Павлов, болг.)
- Богомильська церква у Хорватії [Архівовано 3 березня 2022 у Wayback Machine.]
- Хрестоматія з історії західних та південних слов'ян (Давня доба, Середньовіччя) за ред. В. І. Ярового — К.: Либідь, 2011. — 416 с.
- Ангелов Димитр. Богомильство в Болгарии. М.: Издательство иностранной литературы, 1954.
- Бренон А. Истинный образ катаризма [Архівовано 3 квітня 2017 у Wayback Machine.].
- Виппер Р. Ю. История средних веков [Архівовано 3 квітня 2017 у Wayback Machine.] — Москва: Республика, 1993. — 511 с.
- Власто А. П. Запровадження християнства у слов'ян: Вступ до середньовіч. історії слов'янства. — К.: Юніверс, 2004. — 496 с.
- История Югославии: в 2 т. Т. 1 / Акад. наук СССР, Ин-т славяноведения; под ред. Ю. В. Бромлея, И. С. Достян, В. Г. Карасева, С. А. Никитина. − М. : Изд-во Акад. наук СССР, 1963.
- Стеллецкий Н. С. Болгарская Ересь Богомиловъ [Архівовано 3 квітня 2017 у Wayback Machine.] C. — Петербургь: Миссіонерское обозреніе,1902.
- Чорній В. П. Історія Болгарії. — Львів: ПАІС, 2007. — С.404